# Le Massif de Charlevoix
Das kanadische Skigebiet Le Massif de Charlevoix befindet sich in der Verwaltungsregion Capitale-Nationale.

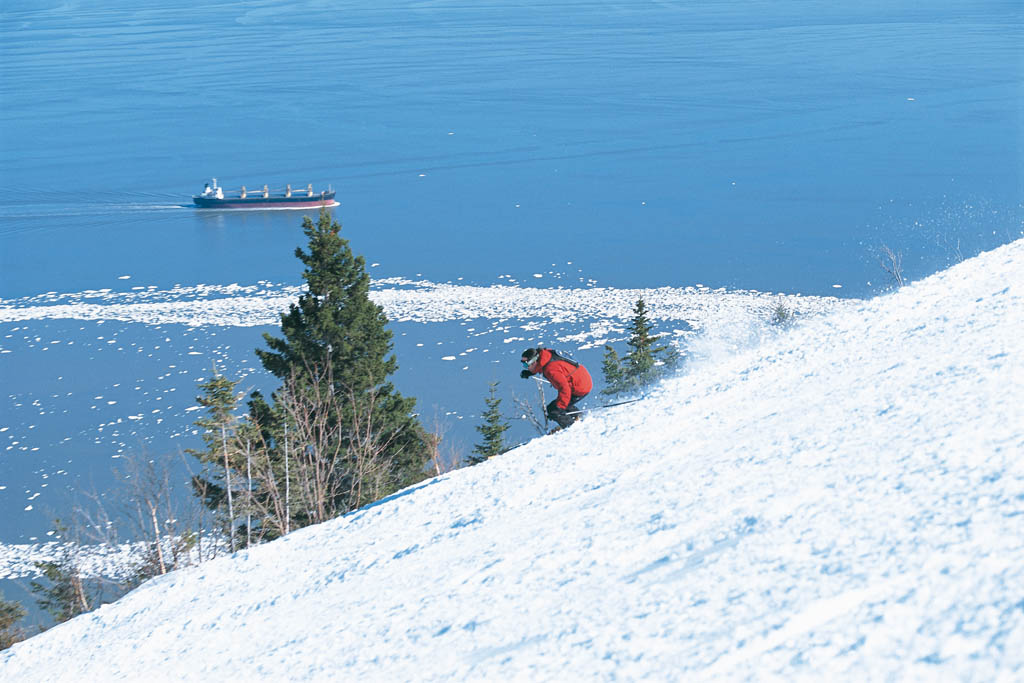
Blick von Piste auf St-Lorenz-Strom

Durch seine Lage am Sankt-Lorenz-Strom bietet das Skigebiet Abfahrten zum Skifahren und Snowboarden. Sie führen durch lange Waldschneisen mit dem größten Höhenunterschied östlich der Kanadischen Rocky Mountains.
Das Wintersportgebiet ist über die Route 138 (Québec) erreichbar.